# Sheldon (Iowa)
Sheldon és una població dels Estats Units a l'estat d'Iowa. Segons el cens del 2000 tenia 4.914 habitants.

## Demografia
Segons el cens del 2000, Sheldon tenia 4.914 habitants, 2.006 habitatges, i 1.285 famílies. La densitat de població era de 432,2 habitants/km².
Dels 2.006 habitatges en un 29% hi vivien nens de menys de 18 anys, en un 56,5% hi vivien parelles casades, en un 4,9% dones solteres, i en un 35,9% no eren unitats familiars. En el 31,2% dels habitatges hi vivien persones soles el 13% de les quals corresponia a persones de 65 anys o més que vivien soles. El nombre mitjà de persones vivint en cada habitatge era de 2,34 i el nombre mitjà de persones que vivien en cada família era de 2,96.
Per edats la població es repartia de la següent manera: un 23,6% tenia menys de 18 anys, un 10,8% entre 18 i 24, un 24,9% entre 25 i 44, un 21,2% de 45 a 60 i un 19,5% 65 anys o més.
L'edat mediana era de 38 anys. Per cada 100 dones de 18 o més anys hi havia 94,1 homes.
La renda mediana per habitatge era de 34.058 $ i la renda mediana per família de 43.346 $. Els homes tenien una renda mediana de 31.026 $ mentre que les dones 20.604 $. La renda per capita de la població era de 18.254 $. Entorn del 3,6% de les famílies i el 7,6% de la població estaven per davall del llindar de pobresa.

## Poblacions més properes
El següent diagrama mostra les poblacions més properes.